# 726년

## 연호
- 당(唐) 개원(開元) 14년
- 발해(渤海) 인안(仁安) 8년
- 일본(日本) 진키(神亀) 3년

## 기년
- 당(唐) 현종(玄宗) 15년
- 신라(新羅) 성덕왕(聖德王) 25년
- 발해(渤海) 무왕(武王) 8년

## 사건
- 부여의 후계 국가인 두막루가 발해 무왕에게 멸망을 당하였다.